# Rieux (Morbihan)
Rieux è un comune francese di 2 987 abitanti situato nel dipartimento del Morbihan nella regione della Bretagna.

## Società

### Evoluzione demografica
Abitanti censiti